# Johann Ignác Eisner
Jan Ignác Eisner (celým jménem Jan Ignác Eysner z a na Eisensteinu a Lhotě, německy Johann Ignaz Eisner (Eysner) von und zu Eisenstein und Lhota, * 1722, sklářská huť Stattenbrunn (nyní Novotinky) u Dolní Lhoty – 1795, statek Dolní Lhota)

## Život
Jan Ignác Eisner se narodil 12. dubna 1722 ve sklářské huti Stattenbrunn u Dolní Lhoty severně od Pacova jako syn Kristiána Eisnera a jeho manželky Doroty.
V roce 1741 se v Těchobuzi oženil s Alžbětou dcerou Antonína Františka Adlera, skelmistra a majitele statků Těchobuz a Tallenberk . Jan Ignác pak získal, stejně jako otec, kutnohorské měšťanské právo. To mu umožňovalo kupovat a dědit zemskodeskové statky. V roce 1743 prodal jeho otec panství Stattenbrunn. V té době však již nebyla zdejší huť v provozu. K tomuto statku přikoupil nedaleký statek Lhotu.
V letech 1753-1759 (možná však i dříve a později) působil Jan Ignác Eisner na huti v Herálci. V roce 1770 se na vimperském panství ucházel o helmbašskou (Janouškovu) huť. Eisner huť skutečně koupil, ale došlo k nedorozumění. Eisner předpokládal, že v uvedené kupní ceně 10 250 zl, je zahrnuta i částka za lesy, které dříve k huti náležely, avšak panství si tyto lesy chtělo ponechat. Došlo ke sporu, při kterém vrchnost vrátila Eisnerovi peníze a od smlouvy odstoupila.

### Vlastnictví
V roce 1771 získal Eisner po Karlu Guolfingerovi ze Steinsbergu huť v Loukově na lipnickém panství, které tehdy patřilo hraběti Palmeovi. Tuto huť značně zvelebil a získal přídomek "bohatý a slavný". Prohlašoval o sobě, že zničil veškeré své konkurenty na plameovských panstvích. Po získání loukovské huti získal za zásluhy o sklářství Jan Ignác Eisner i predikát von Eisenstein, o který se ucházel již delší dobu, a dostal se tak mezi českou šlechtu. Dokázal úspěšně provozovat sklárny i přes krizi, která postihla české sklářství po nástupu Marie Terezie na trůn a tím spojenými válkami o dědictví rakouské. Ztráta Slezska, patřícího do roku 1742 k zemím Koruny české, vedla ke ztrátě významného pruského trhu. Sklárny ve Slezsku, které do té doby s českými sklárnami spolupracovaly, se staly konkurenty a samy dokázaly pruský trh zasytit. Ve své žádosti se Eisner opíral o skutečnost, že již roku 1688 povýšil císař Leopold I. rakouskou linii Eisnerů do šlechtického stavu.
V dalších letech se Ignác Eisner zaměřil jen na Posázaví. V roce 1777 obnovil na lipnickém panství huť v Kejžlicích s předpokladem, že tato huť bude v provozu dalších 25 až 30 let. Stejně tak obnovil v roce 1785 i huť v Krasoňovicích na panství Zruč. Tu však dále provozoval již jeho syn Josef.
Huť v Loukově byla v provozu do roku 1791, kdy byl provoz zastaven údajně pro nedostatek dřeva. Rok na to je zde však uváděn již skelmistr Zinggrosser a huť pak pracovala asi do poloviny 19. století.

### Závěr života
V roce 1792 byl Johann Ignác Eisner povýšen do říšského rytířského stavu s titulem "Reichsedler Eysner von und zu Eisenstein und Lhota". Rok poté bylo toto povýšení potvrzeno i císařem Františkem. Potomci Ignáce Eisnera pak užívali zjednodušeného titulu "von und zu Eisenstein".
Jan Ignác Eysner von und zu Eisenstein und Lhota zemřel V roce 1795 na svém statku ve Lhotě.